# Hiệp ước Aranjuez (1801)
Hiệp ước Aranjuez (1801) (tiếng Pháp: Traité d'Aranjuez) được ký kết vào ngày 21 tháng 3 năm 1801 giữa Đệ Nhất Cộng hòa Pháp và Vương quốc Tây Ban Nha. Hiệp ước này xác nhận một thỏa thuận bí mật trước đó, trong đó Tây Ban Nha đồng ý đổi Tỉnh Louisiana ở Bắc Mỹ để lấy các vùng lãnh thổ thuộc Đại công quốc Toscana. Hiệp ước cũng quy định việc Tây Ban Nha trao Louisiana cho Pháp là hành "hoàn lại", chứ không phải là nhượng lại.:50–52
Đệ nhất Tổng tài Napoleon Bonaparte muốn Louisiana trở thành trung tâm của một đế chế Pháp mới ở Bắc Mỹ, để thay thế cho đế chế đã mất sau Hiệp ước Paris năm 1763. Trong khi Thủ tướng Tây Ban Nha là Manuel Godoy vui vẻ chuyển nhượng lãnh thổ, ông yêu cầu 6 Tàu chiến tuyến của Pháp và bồi thường tại Ý để Vua Carlos IV của Tây Ban Nha chấp nhận về mặt chính trị.
Các điều khoản đã được thống nhất trong Hiệp ước San Ildefonso lần thứ ba vào tháng 10 năm 1800 nhưng được giữ bí mật, vì Bộ trưởng Ngoại giao Pháp là Talleyrand đang đàm phán Công ước năm 1800 với Hoa Kỳ, nơi rất lo ngại về tham vọng của Pháp ở Bắc Mỹ. Ông cũng đề xuất bồi thường cho Tây Ban Nha bằng các vùng lãnh thổ mà Pháp vẫn chưa kiểm soát. Điều này đạt được thông qua Hiệp ước Lunéville ký kết với Đại công quốc Áo vào tháng 2 năm 1801 và Hiệp ước Florence ký kết với Vương quốc Napoli vào ngày 28 tháng 3 năm 1801.
Ngoại trưởng Talleyrand đã sử dụng các hiệp ước để thành lập Vương quốc Etruria cho con rể và cũng là cháu ruột của Carlos IV là Ludovico Francesco Filiberto, Công tử thừa kế của Công quốc Parma đã bị Pháp xâm lượt và sáp nhập vào năm 1796. Đổi lại Tây Ban Nha tuyên bố chuyển giao Louisiana cho Pháp. Tuy nhiên, những thỏa thuận này đã không kéo dài được lâu; Pháp đã bán Louisiana cho Hoa Kỳ vào năm 1803, trong khi Etruria bị giải thể vào năm 1807 để tái lập lại Đại công quốc Toscana theo quyết định của Đại hội Viên.